# Haller Straße 3 (Wüstenrot)

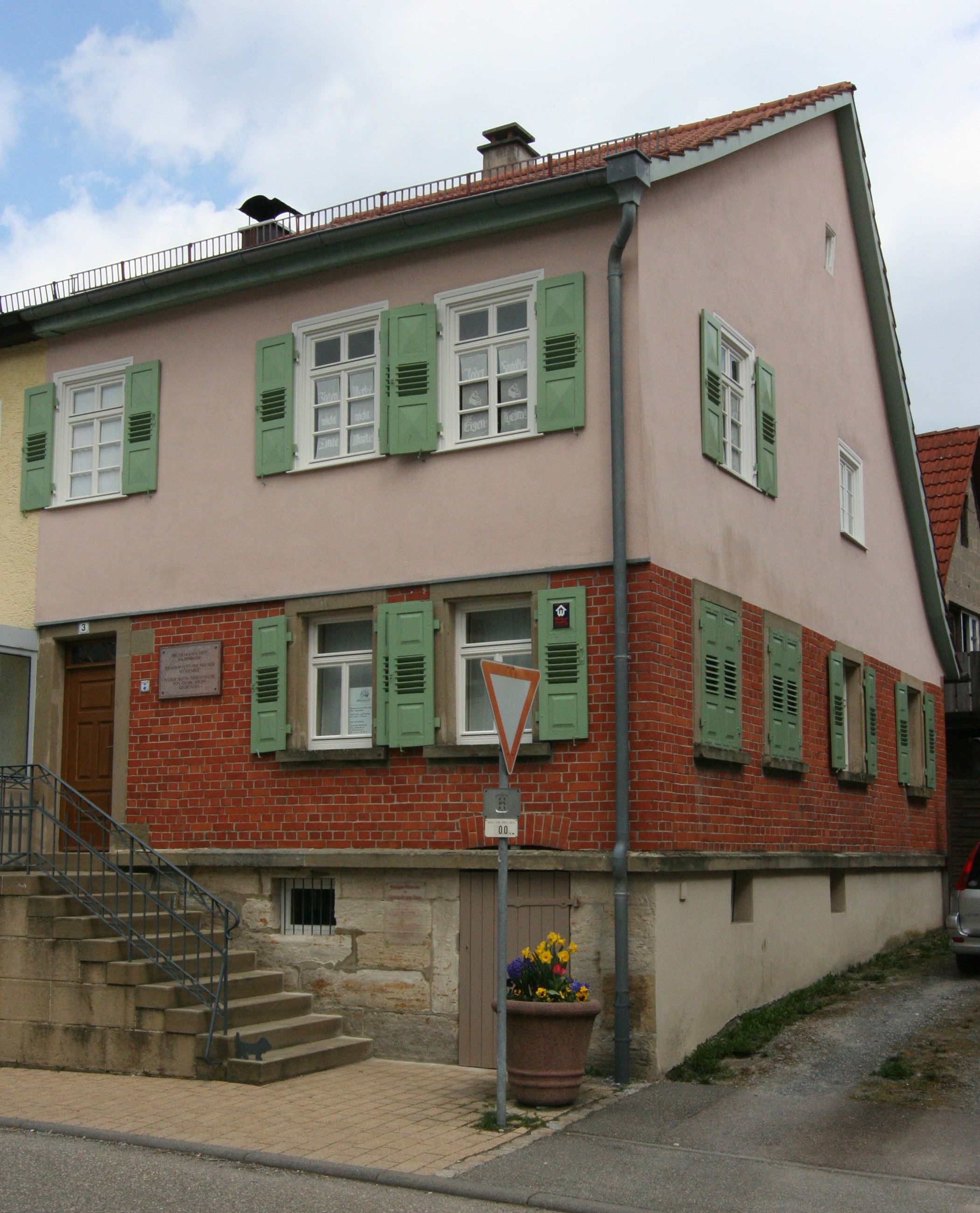
Das Haus Haller Straße 3 (2010)

Das Haus Haller Straße 3 in Wüstenrot im Landkreis Heilbronn, auch Georg-Kropp-Haus genannt, ist eine aus dem Jahre 1750 stammende Doppelhaushälfte in einfacher Fachwerkbauweise mit einem angenommenen Ursprungsjahr von 1750. Am 16. Mai 1996 wurde nach umfangreichen Umbauarbeiten in dem Haus das Bauspar-Museum eingeweiht. Das Haus ist die erste Station des Bauspargeschichtlichen Rundweges durch das Dorf Wüstenrot.

## Bauwerksgeschichte
Um 1750 wurde das Gebäude in einfacher Fachwerkbauweise als kleines landwirtschaftliches Anwesen zusammen mit der nördlichen Haushälfte, dem landwirtschaftlichen Teil (heute Haller Straße 1), errichtet. Im Jahre 1850 erfolgte die Aufteilung des Gebäudes zu einem Doppelhaus. Im Rahmen der Aufteilung fanden davor größere Umbauten wie die Anhebung des Daches zur Straßenseite hin statt.
Schlossermeister Gottlieb Föll kaufte 1857 von Kronenwirt Carl Wenzel „die Hälfte an einem von Holz erbauten Wohnhaus mit gewölbtem Keller … an der Haller Straße“. Mit dieser Notiz im Grundbuch der Gemeinde Wüstenrot wurde das Haus aktenkundig.
Der nächste Eintrag im Grundbuch stammt vom 15. Januar 1920. Pauline Kropp, eine Schriftstellers-Ehegattin aus Heilbronn, erwarb von Elise Weber, Schuhmachermeisters-Ehefrau, für 14.000 Mark das Haus Haller Straße 3. Georg Kropp, der Gründer der Gemeinschaft der Freunde GdF, unterzeichnete im Kaufvertrag als „zustimmender Ehemann“ mit. Im Standesamt von Wüstenrot ist der Umzug der Familie Kropp von Heilbronn nach Wüstenrot am 31. Dezember 1922 vermerkt. Am 16. Februar 1924 wurde der 1921 gegründete Verein Gemeinschaft der Freunde zur Bausparkasse mit Sitz in Wüstenrot umgewandelt. Das Einzimmerunternehmen hatte seinen ersten Sitz im Obergeschoss des Gebäudes Haller Straße 3. Schon im Mai 1925 mit dem Anwachsen der Bausparkasse zog die Familie Kropp ein paar Straßen weiter in das ehemalige Löffelhardtsche Anwesen Villa Daheim.
Georg Kropps Tochter Charlotte erwarb am 4. Dezember 1931 für 5.400 Mark das Haus Haller Straße 3 neben Wiesen und Ackerland, um es am 27. Oktober 1936 wieder an Privatpersonen zu veräußern. Der Gatte von Charlotte Kropp, Erwin Boesler, war von 1946 bis 1972 im Vorstand, ab 1965 Vorstandsvorsitzender der Bausparkasse Schwäbisch Hall.

## Rückkauf
Am 24. Februar 1983 erwarb die Gemeinde Wüstenrot das vom Abriss bedrohte Haus. Die Gemeinde renovierte es 1994 und richtete im Erdgeschoss eine kleine Bauspar-Gedenkstätte und die Gemeindebücherei ein. Im Jahre 1995 erfolgte ein Befund des Landesdenkmalamts Baden-Württemberg. Das Haus in der Haller Straße 3 wurde als Gründungshaus der ersten Bausparkasse Deutschlands aus heimatgeschichtlichen und wissenschaftlichen Gründen zu einem Kulturdenkmal. Es erhielt mit finanzieller Förderung der Wüstenrot Stiftung eine umfassende bauliche Instandsetzung, zusammen mit einer historischen Ausstellung über das Bausparen. Die Landesregierung von Baden-Württemberg beschloss am 4. August 1995 die Aufnahme des Museums-Projekts in das Entwicklungsprogramm Ländlicher Raum (ELR).
Am 16. Mai 1996 fand die offizielle Einweihung des restaurierten Hauses und des neuen Bauspar-Museums zusammen mit dem 75-jährigen Jubiläum der Bausparkasse Wüstenrot statt.